# Брајтенберг (Доња Баварска)
Брајтенберг (њем. Breitenberg) општина је у њемачкој савезној држави Баварска. Једно је од 38 општинских средишта округа Пасау. Према процјени из 2010. у општини је живјело 2.158 становника. Посједује регионалну шифру (AGS) 9275118.

## Географски и демографски подаци
Брајтенберг се налази у савезној држави Баварска у округу Пасау. Општина се налази на надморској висини од 695 метара. Површина општине износи 29,9 km². У самом мјесту је, према процјени из 2010. године, живјело 2.158 становника. Просјечна густина становништва износи 72 становника/km².